# Liste des députés de la IVe législature de la Seconde Restauration
Cette liste recense les personnes qui ont assuré un mandat de député au cours de la IVe législature de la Seconde Restauration.

## E
- Paul Marin Victor Enouf
- Marie Joseph Henri Léonce d'Escayrac de Lauture
- René Eschassériaux
- Charles-Guillaume Étienne

## K
- Auguste Hilarion de Kératry

## Q
- Amable Gilles Anne de Quélen

## U
- Jacques Olivier Marie Urvoy de Saint-Bedan

## W
- Louis Gonzague François Dominique Léopold Wangen de Géroldseck